# Maubere
Maubere (auch Mau’bere) ist eine Sammelbezeichnung für die einheimische Bevölkerung Osttimors. Gelegentlich werden mit „Maubere“ die osttimoresischen Männer und mit „Buibere“ (mambai für Frau) die weibliche Bevölkerung des Landes angesprochen.

## Geschichte
Maubere war ursprünglich eine portugiesische Bezeichnung für die Mambai, eine der größten Ethnien Osttimors. Maubere oder Mau Bere ist ein weitverbreiteter männlicher Vorname unter den Mambai.
Während der Kolonialzeit nannten die Portugiesen die ländliche Bevölkerung Portugiesisch-Timors Maubere, um sie von den portugiesischen Siedlern und Mestiços zu unterscheiden. Es wurde zu einem Synonym für unzivilisierte Analphabeten. Der Dichter Inácio de Moura benutzte Anfang der 1970er-Jahre als Erster „Maubere“ als Bezeichnung für die Einwohner Timors. José Ramos-Horta, Mitglied der FRETILIN, griff das 1973 auf. Seine Partei verwendete den Begriff ab 1974/75. Die konkurrierende UDT lehnte ihn als rassistisch ab, da er die Bevölkerung mit europäischer Herkunft ausschloss. Während der indonesischen Besetzung ab 1975 wurde „Maubere“ zum kraftvollen Kampfbegriff der Timoresen, während er aber weiter FRETILIN und UDT spaltete.
Als 1988 der Conselho Nacional de Resistência Maubere CNRM (Nationalrat des Widerstandes der Maubere) als neuer Dachverband des osttimoresischen Widerstands gegen die indonesische Besatzung gegründet wurde, wählte man bewusst diese Bezeichnung für die Einwohner Osttimors. Allerdings lehnten UDT und KOTA zunächst eine Zusammenarbeit im CNRM mit der FRETILIN ab, angeblich wegen des Begriffs Maubere. Später wurde Maubere durch Timorense ersetzt und die anderen Parteien schlossen sich dem Verband an.
Auch nach der Unabhängigkeit wurde der Begriff in Osttimor weiter verwendet, so von der Movimentu Libertasaun ba Povu Maubere MLPM (Freiheitsbewegung für das Volk der Maubere) und der Unternehmensberatung Instituto Mau’bere ba Koperasi no'o Igualade IMKI (Maubere-Institut für Kooperation und Gleichheit) von PST-Generalsekretär Avelino Coelho da Silva.